# Schrattenberg
Schrattenberg est une commune autrichienne du district de Mistelbach en Basse-Autriche.

## Géographie
Schrattenberg est situé dans le Weinviertel, en Basse-Autriche. La zone municipale comprend 1 914 km2, dont 9,98 % de superficie boisée. Située sur la frontière avec la République tchèque, la commune comprend un poste frontalier, qui n’est accessible que pour les voitures particulières. Valtice, la commune voisine la plus proche, est d'ailleurs située en République tchèque.

## Histoire
La première mention écrite du village date de 1184 ; cependant, les découvertes d'objets datant de l’âge du bronze montrent que l’histoire du site a commencé beaucoup plus tôt.
Lors de la Seconde Guerre mondiale, la ville fut bombardée par les attaques aériennes des Soviétiques ; lors de ces attaques, trois civils furent tués dans le village. La prise de la ville par l'Armée Rouge eut lieu le 22 avril 1945.